# ノーサイドクエスト
『ノーサイドクエスト』は、好本拓朗による日本のラグビー漫画。『週刊漫画TIMES』（芳文社）にて、2020年1月10日・17日号（2019年12月27日発売）から2021年7月16日号（2021年7月2日発売）まで連載された。話数カウントは「PHASE:○」。

## あらすじ
『ラグビーはRPGをやる感覚に近い』という理論を持つ元日本代表不動琢磨（ふどう たくま）は次の試合に負けると廃部決定のラグビー部を立て直すため、他のスポーツ部の補欠らを集めてRPGのようにチームを作り上げる物語。

## 登場人物

### 五見高校ラグビー部
不動琢磨（ふどう たくま）
主人公。元全日本。次郎に頼まれてラグビー部監督になる。
次郎（じろう）
ラグビー部顧問。
八工推翔（やこう すいしょう）
元帰宅部。足の速さを不動に買われてラグビー部に入部。
高森琥珀（たかもり こはく）
1年。八工のラグビー部入部のサポートをした。

## 書誌情報
- 好本拓朗『ノーサイドクエスト』 芳文社〈芳文社コミックス〉、全5巻[4]
  1. 2020年7月16日発売、ISBN 978-4-8322-3757-5
  2. 2020年8月17日発売、ISBN 978-4-8322-3763-6
  3. 2021年1月15日発売、ISBN 978-4-8322-3796-4
  4. 2021年5月13日発売、ISBN 978-4-8322-3826-8
  5. 2021年9月16日発売、ISBN 978-4-8322-3856-5